# Saint-Maixant (Creuse)
Saint-Maixant é uma comuna francesa na região administrativa da Nova Aquitânia, no departamento de Creuse. Estende-se por uma área de 13,86 km². Em 2010 a comuna tinha 251 habitantes (densidade: 18,1 hab./km²).